# Morrison Hotel
Morrison Hotel es el quinto álbum de estudio de la banda de rock estadounidense The Doors, publicado el 9 de febrero de 1970, bajo el sello Elektra. Fue grabado entre noviembre de 1969 y enero de 1970, y marcó el regreso de la banda al fusion y el rock psicodélico tras la recepción fría de sus fanáticos del álbum de 1969 The Soft Parade. La banda también incursionó en otros géneros como el hard rock, el raga rock e incluso tintes de jazz. Así mismo las letras de Morrison se hicieron mucho más profundas.
Contiene un carácter conceptual con grandes diferencias entre las dos caras del disco: la cara A, llamada Hard Rock Cafe, que contiene desde «Roadhouse Blues» hasta «Ship Of Fools» y la cara B, Morrison Hotel, desde «Land Ho!» hasta «Maggie M'Gill». Del título de la cara A tomó su nombre la cadena de restaurantes Hard Rock Cafe, además de que se destaca también la colaboración de los bajistas Ray Neopolitan y Lonnie Mack en «Roadhouse Blues», además de John Sebastian, bajo el alias G. Puglese.
El álbum fue un éxito comercial, alcanzando el número 4 en el Billboard 200, en las listas de Reino Unido de las Official Charts Company, alcanzó su máximo con la posición 12 y un 6 en las listas de Holanda.
Si bien, el único sencillo lanzado del álbum (You Make Me Real / Roadhouse Blues) no fue tan exitoso como se había planteado. A pesar de eso, varios temas del álbum se hicieron populares con el paso de los años y favoritos de sus admiradores.

## Contexto

### Antecedentes
La dura recepción de su álbum anterior, The Soft Parade, que tenía un enfoque más en el jazz, le llevó al grupo a tomar la decisión de regresar al clásico Fusion, inspirado en su primer álbum, The Doors A esa situación debió sumarse el historial criminial de Morrison como el famoso incidente de Miami, ocurrido el 1 de marzo de 1969, que llevó a la banda a cancelar varios conciertos y a tener sesiones interrumpidas en el estudio.

### Problemas legales
En el mes de noviembre de ese año y durante las grabaciones del álbum, Jim fue arrestado junto a su amigo Tom Baker, por los altercados que había tenido con la justicia meses atrás, por comportamiento obsceno y errático.
Además, de acuerdo con el libro biográfico «No One Gets Out of Here Alive», durante la grabación del disco Morrison comenzó a consumir cocaína principalmente debido a que Paul A. Rothchild, su productor lo hacía en el estudio de grabación. Esto traería graves problemas en la vida de Morrison y en su salud.

## Canciones

### Grabación
La banda entró al estudio en septiembre de 1969, tan sólo un mes después del lanzamiento de The Soft Parade, ya que su reciente álbum no tuvo la recepción que esperaban, y querían volver a sus orígenes en su álbum debut, The Doors, con una fórmula de Fusion, combinado efectivamente con rock psicodélico.
Entre la noche del 4 y la mañana del 5 de noviembre de ese año, se grabó Roadhouse Blues. La canción contó con la participación de Sebastian, Rotchild, los miembros de The Doors, y en reemplazo del bajista de turno Neapolitan, Lonnie Mack. La sesión fue tensa porque Rotchild envió a dormir a todos los músicos, por problemas con la grabación. El motivo de la tardanza y posterior no asistencia de Neapolitan fue un tráfico colapsado.

#### Composiciones
El tema Peace Frog se basa en un poema sobre el aborto que el productor encontró en un cuaderno de poesías de Morrison.
Se conoce que la canción The Spy fue la respuesta de Morrison a su tensa relación con Pamela Courson. El tema inicialmente se iba a llamar A Spy in the House of Love, en honor al poema homónimo de la artista francesa Anaïs Nin.

## Portada
El albergue Morrison Hotel fue descubierto por Ray Manzarek cuando iba paseando por las afueras de la ciudad de Los Ángeles. El lugar estaba ubicado en 1246 South Hope Street, Los Ángeles. Según se informó, Manzerek y su esposa se encontraban por la ciudad buscando un lugar interesante para la sesión de fotos del álbum cuando dieron con el lugar.
La fotografía de la portada fue realizada por Henry Diltz y fue diseñada por Gary Burden. La foto se tomó el 17 de diciembre de 1969. La banda y su equipo llegaron en una furgoneta Volkswagen.
Para lograr la foto final, la banda tuvo que pasar por varias tomas dentro y fuera del hotel. Al principio, al llegar la comitiva al lugar, los dueños del albergue se negaron a permitirle la entrada al equipo. Según Ditlz, la negativa del recepcionista se dio porque los propietarios no se encontraban en la ciudad.
Luego de varios intentos, Barden logró introducir a la banda a la recepción y los ubicó en la ventana donde se encontraba el letrero que rezaba Morrison Hotel. Esto sólo se pudo lograr porque el recepcionista se ausentó, y aprovechando el descuido, se tomó la foto. Primero se sentaron Manzerek a la izquierda y Morrison a la derecha, en unos sillones de la recepción. Después se unieron Krieger y Densmore.
Finalmente, la foto se pudo tomar, con la siguiente alineaciónː Manzerek mira hacia el frente, pero está sentado de lado en la parte izquierda, y a su lado izquierdo se puede ver la inscripción Passanger Loading Only; Krieger está de pie apoyando su mano izquierda sobre el sillón donde se encuentra Manzerek; Morrison se encuentra en la mitad de la composición, justo debajo del nombre del albergue. Es el único con camisa blanca, ya que los demás miembros del grupo posaron con chaquetas de cuero café. Delante de Morrison se lee el avisoː Roomsː From $ 2.50 en letras rojas; Densmore aparece sentado en el sillón derecho, y apoya sus brazos sobre el mueble.
Luego de tomada la foto, la banda y su equipo huyeron del lugar, y fueron a un bar cercano llamado Hard Rock Café en el cual bebieron cerveza y comieron papas fritas. El nombre del bar sirvió de inspiración para la contracara del disco, y para el nombre de la famosa cadena The Hard Rock Cafe.

## Relanzamientos
En el Perception Box Set de 2006, The Doors remasterizan toda su discografía. Cada álbum incluye algunos bonus tracks. En las notas del álbum de la versión de los 40 Aniversario, el ingeniero de sonido Bruce Botnik, admite que la banda entró al estudio sin ideas, riff o demos. Esto se debió más que nada a las extenuantes grabaciones de The Soft Parade. Fue a partir de Roadhouse Blues que las ideas y canciones fueron tomando formas.

## Lista de canciones
Todas las canciones escritas por Jim Morrison, Robby Krieger y The Doors, música de The Doors.
| Lado uno: Hard Rock Café |                       |                                       |          |  |
| N.º                      | Título                | Escritor                              | Duración |  |
| 1.                       | «Roadhouse Blues»     | Morrison, Krieger, Manzarek, Densmore | 4:03     |  |
| 2.                       | «Waiting for the Sun» | Morrison                              | 3:58     |  |
| 3.                       | «You Make Me Real»    | Morrison                              | 2:53     |  |
| 4.                       | «Peace Frog»          | Morrison, Krieger                     | 2:51     |  |
| 5.                       | «Blue Sunday»         | Morrison                              | 2:13     |  |
| 6.                       | «Ship of Fools»       | Morrison, Krieger                     | 3:08     |  |

| Lado dos: Morrison Hotel |                        |                                       |          |  |
| N.º                      | Título                 | Escritor                              | Duración |  |
| 1.                       | «Land Ho!»             | Morrison, Krieger                     | 4:08     |  |
| 2.                       | «The Spy»              | Morrison                              | 4:15     |  |
| 3.                       | «Queen of the Highway» | Morrison                              | 2:47     |  |
| 4.                       | «Indian Summer»        | Morrison, Krieger                     | 2:36     |  |
| 5.                       | «Maggie M'Gill»        | Morrison, Krieger, Manzarek, Densmore | 4:24     |  |

Nota: La canción «Waiting For The Sun» fue grabada en las sesiones del álbum Waiting for the Sun de 1968 e «Indian Summer» es un outtake del álbum debut de 1967.

### Bonus tracks de su relanzamiento en 2007
1. «Talking Blues», 0:58
2. «Roadhouse Blues» (11/4/69, Takes 1-3), 8:46
3. «Roadhouse Blues» (11/4/69, Take 6), 9:25
4. «Carol» (11/4/69), 0:56 (Chuck Berry)
5. «Roadhouse Blues» (11/5/69, Take 1), 4:31
6. «Money Beats Soul» (11/5/69), 1:04
7. «Roadhouse Blues» (11/5/69, Takes 13-15), 6:20
8. «Peace Frog»/«Blue Sunday» (False Starts & Dialogue), 1:59
9. «The Spy» (Version 2), 3:47
10. «Queen of the Highway» (Jazz Version), 1:35

### Segundo CD del 50 aniversario - Mysterious Union
1. «Queen Of The Highway» (Take 1)
2. «Queen Of The Highway» (Various Takes)
3. «Queen Of The Highway» (Take 44)
4. «Queen Of The Highway» (Take 12 - Robby Krieger Overdub)
5. «Queen Of The Highway» (Take 14)
6. «Queen Of The Highway» (Take 1)
7. «Queen Of The Highway» (Takes 5, 6 & 9)
8. «Queen Of The Highway» (Take 14)
9. «I Will Never Be Untrue»
10. «Queen Of The Highway» (Take Unknown)
11. «Roadhouse Blues» (Take 14)
12. «Money (That’s What I Want)»
13. «Rock Me Baby»
14. «Roadhouse Blues» (Takes 6 & 7)
15. «Roadhouse Blues» (Take 8)
16. «Roadhouse Blues» (Takes 1 & 2)
17. «Roadhouse Blues» (Takes 5, 6 & 14)
18. «Peace Frog»/«Blue Sunday» (Take 4)
19. «Peace Frog» (Take 12)

## Integrantes y personal
| - Jim Morrison: voz - Robby Krieger: guitarra - Ray Manzarek: pianos y órgano. - John Densmore: batería | - Ray Neopolitan: bajo - Lonnie Mack: bajo en «Roadhouse Blues» y «Maggie M'Gill». - G. Puglese: armónica en «Roadhouse Blues». | - Paul A. Rothchild: producción - Bruce Botnick: ingeniería de sonido y masterizado. - William S. Harvey: diseño - Gary Burden: diseño - Henry Diltz: fotografía |

## Novela gráficaMorrison Hotel
Con motivo del 50.º aniversario del lanzamiento del disco se editó la novela gráfica Morrison Hotel (2021), con guion de Leah Moore y dibujos de artistas internacionales del cómic como Tony Parker, John Pearson, Michael Oeming, Marguerite Sauvage y Sebastian Piriz. Un año después se edita la versión en español del libro, que cuenta con el prólogo original del guitarrista Robby Krieger y el del crítico musical y escritor Kike Babas, que se hizo cargo de la traducción.    